# Борувно (Хелмінський повіт)
Борувно (пол. Borówno, нім. Kulmischborau) — село в Польщі, у гміні Хелмно Хелмінського повіту Куявсько-Поморського воєводства.
Населення — 249 осіб (2011).
У 1975-1998 роках село належало до Торунського воєводства.

## Демографія
Демографічна структура станом на 31 березня 2011 року:
|          | Загалом | Допрацездатний вік | Працездатний вік | Постпрацездатний вік |
| -------- | ------- | ------------------ | ---------------- | -------------------- |
| Чоловіки | 117     | 18                 | 88               | 11                   |
| Жінки    | 132     | 28                 | 81               | 23                   |
| Разом    | 249     | 46                 | 169              | 34                   |